# John J. McSwain

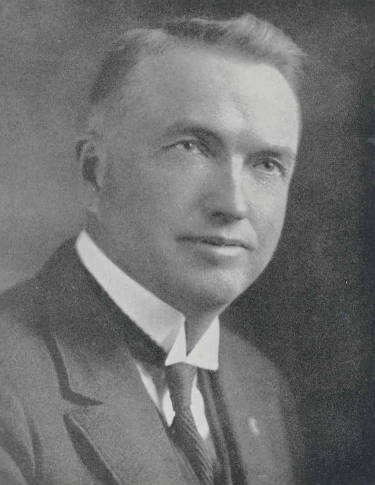
John J. McSwain (etwa 1922)

John Jackson McSwain (* 1. Mai 1875 bei Cross Hill, Laurens County, South Carolina; † 6. August 1936 in Columbia, South Carolina) war ein US-amerikanischer Politiker. Zwischen 1921 und 1936 vertrat er den Bundesstaat South Carolina im US-Repräsentantenhaus.

## Werdegang
John McSwain wurde auf einer Farm in der Nähe von Cross Hill geboren. Er besuchte die öffentlichen Schulen seiner Heimat und danach bis 1893 das Wofford College. Anschließend studierte er bis 1897 an der University of South Carolina in Columbia. In den folgenden Jahren arbeitete McSwain als Lehrer in mehreren Städten South Carolinas. Nach einem anschließenden Jurastudium und seiner im Jahr 1901 erfolgten Zulassung als Rechtsanwalt begann er in Greenville in seinem neuen Beruf zu praktizieren. Zwischen 1912 und 1917 arbeitete McSwain auch als Konkursverwalter. Zwischen 1917 und 1919 war er während des Ersten Weltkrieges Hauptmann in einer Infanterieeinheit der US Army. Nach dem Krieg setzte er seine Anwaltstätigkeit fort.
McSwain war Mitglied der Demokratischen Partei. 1920 wurde er im vierten Wahlbezirk von South Carolina in das US-Repräsentantenhaus in Washington, D.C. gewählt, wo er am 4. März 1921 die Nachfolge von Samuel J. Nicholls antrat. Nach sieben Wiederwahlen konnte er bis zu seinem Tod am 6. August 1936 im Kongress verbleiben. In diese Zeit fiel die Weltwirtschaftskrise, die seit 1933 von der Bundesregierung unter Präsident Franklin D. Roosevelt durch den New Deal bekämpft wurde. Im Jahr 1933 wurden auch der 20. und der 21. Verfassungszusatz im Kongress verabschiedet. Zwischen 1931 und 1936 war McSwain Vorsitzender des Militärausschusses. Für die Wahlen des Jahres 1936 hatte er bereits seinen Verzicht auf eine weitere Kandidatur erklärt. Er starb noch vor dem Wahltermin und wurde in Greenville beigesetzt.